# Mbalkabra
 Mbalkabra è un comune del Ciad situato nel dipartimento di Lac Wey, provincia del Logone Occidentale.